# Gustaf Adolf Ohlson
David Fabian Gustaf Adolf Ohlson, född 23 september 1845 i Linneryd, död 5 augusti 1931 i Gränna, var en svensk militär.
Gustaf Adolf Ohlson blev underlöjtnant vid Jönköpings regemente 1865, löjtnant 1869 och kapten 1885. Han blev major i armén och fick 1896 avsked med tillstånd att såsom kapten kvarstå i regementets reserv.
Han var uppfinnare av olletröjan. Han föreslog att soldaternas vintertida utrustning skulle kompletteras med en stickad grov ylletröja med långa ärmar. Ollen, som plagget snabbt kom att kallas (förmodligen kallades även kapten Ohlson för Olle), skulle heller inte ha knäppning (utom möjligtvis över ena axeln) utan skulle dras över huvudet.
Ohlson var från 1876 gift med Helena Malvina Frick (1847–1933). Han är tillsammans med hustrun begraven på Gränna kyrkogård.